# Кули топчи-баши
Кулибек топчи-баши — посол Бухарского ханства, прибывший в 1717 году в Россию и лично принятый царем Петром Великим.
С 1714 года наблюдался всплеск интереса у Российского государства к ханствам Средней Азии. Вероятно, сведения о миссии А. Б. Черкасского в Хиву стали известны и при дворе бухарского хана Абулфейз-хана. Этим объясняется его беспокойство относительно возможного появления русских отрядов непосредственно у границ Бухарского ханства. В 1717 году он отправляет посла Кулибека топчи-баши вместе с купцом Асаном к русскому царю. 
Известно, что мать посла Кулибека топчи-баши — Дарья — была русской пленницей в Бухаре и даже сохранила православное вероисповедание. Отец, вероятно, был из родовых узбеков ханства.
После непродолжительного пребывания в Москве посольство хана во главе с Кулибеком прибыло в Санкт-Петербург 26 июня 1717 года. С посланником было «ханских людей 35, посольских 15 человек, купчин 10 человек».
Пётр I не мог принять посла, так как находился в зарубежной поездке, лишь после возвращения, в воскресенье 20 октября 1717 года Пётр I официально принял посла в Сенате. Посол поздравил Петра I с победами, одержанными над шведами.
Одним из самых важных пунктов посольства Кулибека было ходатайство о бухарских купцах. В ханской грамоте Абулфеиз-хан просил русского царя отпустить своих подданных, задержанных в Астрахани. Петр Великий подчеркнул «Мы с удовольствием то приемлем, ежели вы желаете, дабы между нашими государствами дружба и приятство было содержано, в чем мы великий государь и от своей стороны вас обнадеживаем. И когда будет от Астрахани до Бухары свободный проезд, тогда мы с нашей стороны посла нашего к вам отправим».

## Итоги
Петр I в условиях резкого ухудшения отношений с Хивой после неудачной миссии А.Б. Черкасского решает укрепить связи с Бухарским ханством и отпускает практически всех арестованных бухарских купцов.
Топчи-баши в итоге своей миссии решил практически все задачи своего посольства. Были освобождены бухарские купцы, арестованные в Астрахани, ему разрешили закупить часть необходимого вооружения (еще с XVII в. было запрещено продавать в ханства Средней Азии огнестрельное оружие и порох), также он, по всей видимости, собрал необходимую информацию о хивинской экспедиции Александра Черкасского и планах Петра Великого относительно Средней Азии. 